# Gonioterma
Gonioterma é um gênero de traça pertencente à família Agonoxenidae.